# لوكا بوتازي
لوكا بوتازي (بالإيطالية: Luca Bottazzi)‏ مواليد 1 أبريل 1963 في ميلانو، هو لاعب كرة مضرب إيطالي سابق وكان يلعب باليد اليمنى. أعلى تصنيف له في الفردي كان المركز الـ 133 في سنة 1985. أعلى تصنيف له في الزوجي كان المركز الـ 203 في سنة 1985.

## النهائيات

### الفردي: (2)
| الرقم | السنة | الدورة          | الأرضية | المنافس في النهائي | النتيجة في النهائي |
| ----- | ----- | --------------- | ------- | ------------------ | ------------------ |
| 1.    | 1984  | تامبيري، فنلندا | ترابية  | بيتر سفينسون       | 6–2, 6–3           |
| 2.    | 1987  | نيروبي، كينيا   | ترابية  | بول ويكيسا         | 6–2, 7–6           |

### الزوجي: (1)
| الرقم | السنة | الدورة        | الأرضية | الشريك        | المنافس في النهائي     | النتيجة في النهائي |
| ----- | ----- | ------------- | ------- | ------------- | ---------------------- | ------------------ |
| 1.    | 1983  | باري، إيطاليا | ترابية  | سيمون كولومبو | ماريو كلوتي بروس درلين | 6–2, 3–6, 6–3      |

## روابط خارجية
- لوكا بوتازي على موقع رابطة محترفي التنس (الإنجليزية)
- لوكا بوتازي على موقع الاتحاد الدولي لكرة المضرب (الإنجليزية)
- لوكا بوتازي على موقع خلاصة التنس.كوم (الإنجليزية)